# ESPY Awards
Les ESPY Awards sont un événement sportif, télévisuel et annuel qui a été créé en 1993 par le réseau de chaînes et radio sportifs Entertainment and Sports Programming Network (ESPN). « ESPY » est un acronyme signifiant Excellence in Sports Performance Yearly (Excellence annuelle dans les performances sportives).
ESPN est depuis sa création en 1979 une référence en matière sportive. Les ESPY Awards pourraient être comparés dans une autre mesure mais en restant dans le sport aux récompenses décernées en France par le journal L'Équipe.

## Le concept et l'historique
Conçu pour ressembler aux Academy Awards et aux Grammy Awards, les ESPY Awards ont pour but de récompenser les performances individuelles, par équipes et celles mémorables dans le domaine sportif durant l'année écoulée.
De plus, une partie des gains des billets pour les événements sportifs organisés par ESPN, est reversée à la V Foundation for Cancer Research, une association caritative fondée par Jim Valvano pour lutter contre le cancer. Jim Valvano était l'entraîneur des Wolfpack, l'équipe de l'université de Caroline du Nord. En 1992 alors qu'il était devenu présentateur, un cancer lui fut diagnostiqué mais cela ne l'empêcha pas de travailler coûte que coûte. Il annonça la création de sa fondation durant la cérémonie des ESPY Awards de 1993, diffusée le 3 mars. Il mourut le 28 avril 1993.

## Récompenses
Les gagnants sont élus par les fans par Internet, les experts et les personnalités d'ESPN pour plusieurs catégories :
- Meilleur athlète masculin
- Meilleure athlète féminin
- Meilleur entraîneur/manageur
- Équipe de l'année
- Meilleur sportif de l'année
- Meilleur film sportif
- Meilleur moment
- Meilleur retour d'un athlète
- Meilleur record
- Prix Arthur Ashe du courage, décerné à une personnalité du sport qui surpasse l'adversité ou contribue à l'humanitaire d'une façon qui transcende le sport.

## Editions

### ESPY Awards 2006

#### Meilleur film sportif
- Dreamer : Inspiré d'une histoire vraie (Dreamer: Inspired by a True Story)